# Bernstadt auf dem Eigen
Bernstadt a. d. Eigen település Németországban, azon belül Szászország tartományban. Lakosainak száma 3173 fő (2023. december 31.).

## Népesség
A település népességének változása:
| Lakosok száma | 3365 | 3362 | 3213 | 3229 | 3173 |
|               | 2017 | 2019 | 2021 | 2022 | 2023 |